# Cap San Diego (hajó)
A Cap San Diego egy hagyományos (nem konténeresített árut szállító) teherhajó, amely a hamburgi kikötőben múzeumhajóként szolgál.

## Története
A hajó építése idején még nem terjedtek el a konténerek. A hajót 1961-ben a hamburgi Deutsche Werft AG hajógyár építette a Hamburg Süd hajózási társaság számára egy 6 darabból álló sorozat utolsó darabjaként. Ez a hajótípus a konténerhajózás előtti technikai szint csúcsát jelentette. A sorozat valamennyi hajóját fehér-vörösre festették és „Cap San” kezdetű névvel ruházták fel. A Cap San Diego öt testvérhajójával együtt a Hamburg–Dél-Amerika útvonalon teljesített szolgálatot. Dél-Amerika felé gépeket, vegyszereket, gépkocsikat, Európa felé trópusi gyümölcsöket, kávét, húst és gyümölcslé-koncentrátumot szállított. A rakterek teljes feltöltése 14 napig tartott. 
A repülőgépek elterjedése előtt a hajó utasokat is szállított, összesen 12 fizető utas kelhetett át fedélzetén az Atlanti-óceánon. Az utasok kényelmét egy ebédlő, egy utasfedélzet és egy kis úszómedence is szolgálta.
Az 1980-as évek elejére egyre inkább elterjedtek a konténerek és hanyatlott a nem konténeresített áruk mennyisége. A Cap San Diego nem volt képes konténerek szállítására, ezért egyre kevésbé volt hatékony szállítóeszköz. 1986-ban tulajdonosai a forgalomból való kivonása és eladása mellett döntöttek. A hajót a Hamburgi Kikötőhatóság Alapítványa vásárolta meg, hogy exkluzív rendezvényhajóként és múzeumként hasznosítsák. Ma a Landungsbrücken közelében, a Rickmer Rickmers hajó közvetlen szomszédságában horgonyoz. A Cap San Diegót a mai napig tengerre kész állapotban tartják tulajdonosai és rendszeresen tesz kirándulásokat Cuxhavenbe és a Kieli-csatornán át a Balti-tengerre. Ez a hajó képviselte Hamburg városát a Kieli-csatorna átadásának századik évfordulójára rendezett hajóparádén.

## Rakterek
A Cap San Diego egy olyan teherhajó, amelyet a konténeres áruszállítás elterjedése előtt építettek Hamburgban. A hajón 16 általános célú és egy nehéz rakomány számára telepített emelőrúd, illetve két fedélzeti daru található. A hajó 5 raktere közül kettő eredetileg hűtőkamrának épült, de rögtön az első útja után újabb két kisebb hűtőkamra is helyet kapott a fedélzetén. A hajón 6 fűthető olajtartály is található, amelyek az út hosszúságától függően tartalék üzemanyagot vagy árut szállíthatnak.